# روبرت كارلسون (لاعب هوكي الجليد سويدي)
روبرت كارلسون (بالسويدية: Robert Carlsson)‏ هو لاعب هوكي الجليد سويدي، ولد في 2 يوليو 1974 في أوبسالا في السويد.

## وصلات خارجية
- روبرت كارلسون (لاعب هوكي الجليد سويدي) على موقع EliteProspects.com (الإنجليزية)
- روبرت كارلسون (لاعب هوكي الجليد سويدي) على موقع HockeyDB.com (الإنجليزية)